# Remote Electrical Tilt
Bei dem Remote Electrical Tilt, kurz RET, handelt es sich um ein System, das es ermöglicht den elektrischen Tilt einer Antenne aus der Ferne, ohne die Antenne zu berühren, einzustellen.
Der Tilt beschreibt die Neigung der vertikalen Hauptstrahlrichtung gerichteter Antennen.
Das System wird vorwiegend bei Mobilfunkanlagen verwendet und dient hier zur Kostenminimierung und zur verkehrsabhängigen Ausbreitungs(Coverage)-Einstellung. Bei Letzteren ist es vor allem in UMTS-Netzen das Ziel, sich tageszeit- oder verkehrslastabhängig auf sogenannte Hotspots einzustellen, wie es zum Beispiel Großveranstaltungen – aber auch der alltägliche Stau auf einer Autobahn – sein können, auf die sich das Mobilfunknetz einstellt.
Die meisten RET-Systeme verwenden das Protokoll von AISG (Antenna Interface Standards Group), einige das Ericsson-RET-Protokoll, andere unterstützen beide, wobei 3GPP das AISG-Protokoll befürwortet und sich auch dieses System durchsetzen wird.